# Estadio de Nizhni Nóvgorod
El Estadio de Nizhni Nóvgorod (según el informe FIFA: Estadio de Nizhni Nóvgorod de la Copa del Mundo de la FIFA) es un estadio de fútbol que se encuentra en Nizhni Nóvgorod, Rusia. El estadio se ubica en una zona deportiva junto al río Volga que incluye hoteles, un canal de remo y un club náutico. El estadio tiene una capacidad para 44.899 aficionados, para la Copa Mundial de Fútbol de 2018 el estadio tuvo una capacidad de 55 300 espectadores. Sin embargo, esta capacidad se logró a través de gradas telescópicas.
El club de la ciudad, el FC Nizhni Nóvgorod, disputará sus partidos como local en este estadio.

## Descripción

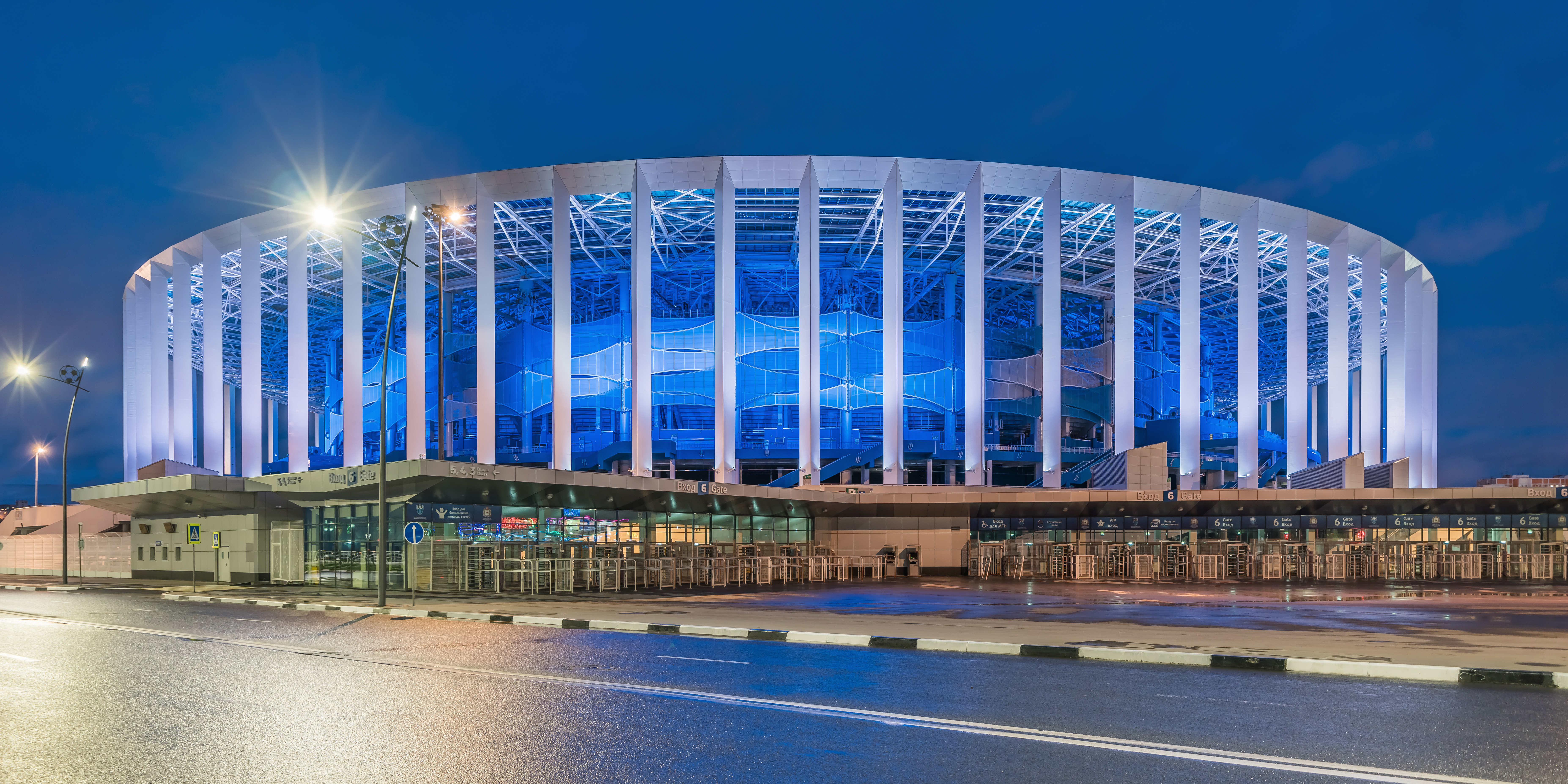
Estadio en la noche.

El nuevo estadio para el Campeonato Mundial de Fútbol 2018 en la ciudad de Nizhni Nóvgorod se levantó en la histórica región Strelka, lugar de la confluencia de dos ríos grandes: Volga y Oká. De aquí se abre una vista al Kremlin, situado en el lado opuesto del río. 
El estadio está construido en estilo clásico y en colores blanco-azules, que revocan asociaciones con agua y viento, temas propios de la naturaleza del Volga. 
El tejado de carpintería metálica de más de 11 000 toneladas de peso le añade la solidez al estadio, pero al mismo tiempo su fachada y el techo semitransparente le agregan más levedad y ligereza. En las horas de la noche se prevé la iluminación auxiliar de la columnata blanca que rodea al estadio.
Desde afuera el estado está rodeado de toda una serie de columnas sobre las cuales se apoya la cubierta protectora de las tribunas y antesala del estadio. De noche se enciende también el alumbrado auxiliar de la arena. El estadio consta de tres niveles principales y dos pisos de entresuelo.

### Condiciones para los espectadores con discapacidad
En la arena están previstos los sitios especiales para los espectadores con discapacidad, donde pueden estar también el cochecito de inválido y el acompañante. Además, después de la reconstrucción en el estadio se instalaron unos asientos especiales más anchos.
Las zonas de alimentación y cuartos de aseo también se hicieron con observación de reglas de accesibilidad  para las personas de posibilidades reducidas.
Para los espectadores con discapacidad en el estadio está prevista el sistema especial de navegación para orientarse en cuanto a las entradas. Los ascensores especiales y rampas, puntos de control sirven para la comodidad de desplazamientos de los ciudadanos con movilidad reducida.

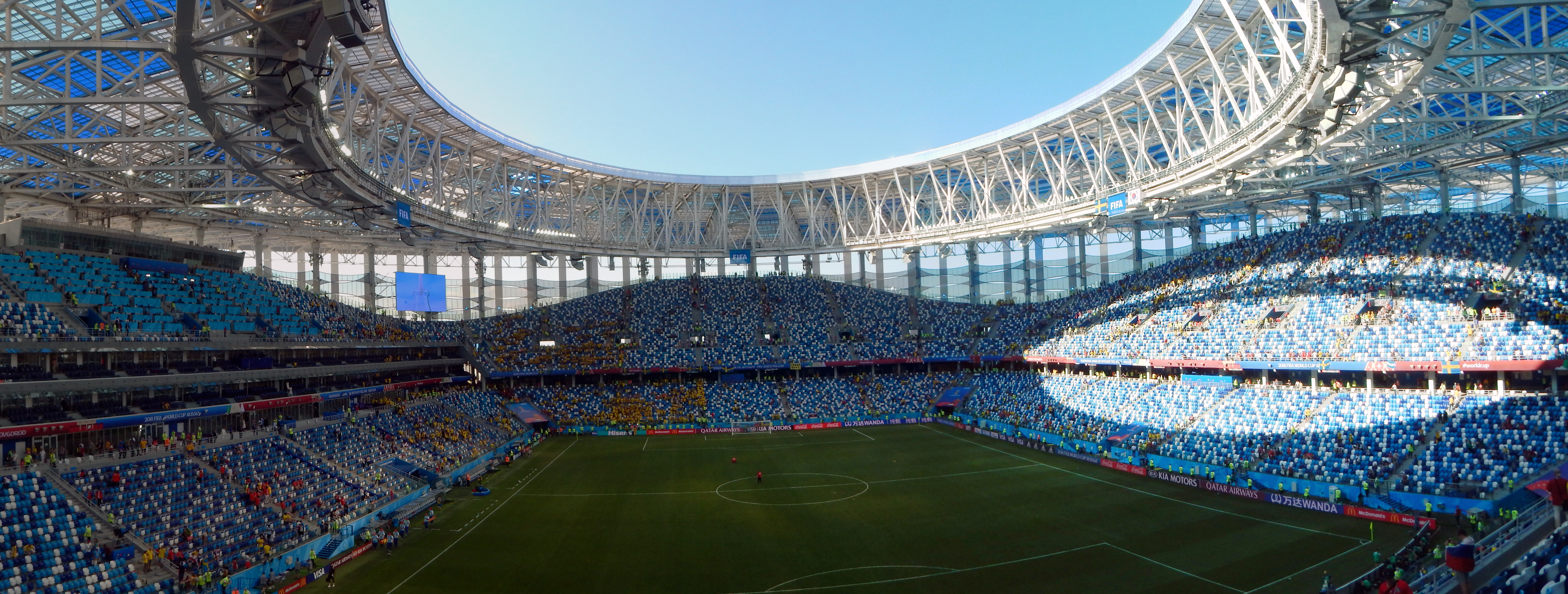
Panorámica del estadio.

## Eventos más importantes

### Copa Mundial de Fútbol de 2018
- El estadio albergó seis juegos de la Copa Mundial de Fútbol de 2018.
| Fecha               | Selección #1 | Resultado        | Selección #2  | Ronda                 | Espectadores |
| ------------------- | ------------ | ---------------- | ------------- | --------------------- | ------------ |
| 18 de junio de 2018 | Suecia       | 1 - 0            | Corea del Sur | Primera fase, Grupo F | 42 300       |
| 21 de junio de 2018 | Argentina    | 0 - 3            | Croacia       | Primera fase, Grupo D | 43 319       |
| 24 de junio de 2018 | Inglaterra   | 6 - 1            | Panamá        | Primera fase, Grupo G | 43 319       |
| 27 de junio de 2018 | Suiza        | 2 - 2            | Costa Rica    | Primera fase, Grupo E | 43 319       |
| 1 de julio de 2018  | Croacia      | 1 - 1 (3–2 pen.) | Dinamarca     | Octavos de final      | 40 851       |
| 6 de julio de 2018  | Uruguay      | 0 - 2            | Francia       | Cuartos de final      | 43 319       |

## Seguridad
Para el Campeonato Mundial de Fútbol-2018 el estadio contará con sistemas de alarma y aviso, detectores de metales, escáneres de líquidos peligrosos y sustancias explosivas y 30 puestos de vigilancia permanente.

## Uso después del Campeonato Mundial 2018
La Arena es multifuncional. En ella se podrá organizar espectáculos, conciertos y otros actos culturales y de entretenimiento. En diferentes salas del estadio se abrirán numerosas muestras y exposiciones. Algunos locales de debajo de las tribunas se planifica entregar después de terminar el Campeonato Mundial para el uso comercial. 
En el territorio de la Arena se levantarán un parque, aparcamientos, campos de mini-fútbol y canchas de tenis.